# 渡辺聡 (ビーチバレーボール)
渡辺 聡（わたなべ さとし、1975年8月1日 - ）は、群馬県出身の元ビーチバレーボール選手。現在は湘南ベルマーレビーチバレーチームコーチ。

## 経歴
国士舘大学でビーチバレーボールを始め、1995年より全日本大学選手権で連覇。
1999年からは海外を転戦。アジアサーキット（現・アジアツアー）でタイトルを獲得し、ワールドツアーにも参戦。
2000年、ジャパンサーキット（後のJBVツアー）で優勝。
2001年には白鳥勝浩とペアを組み、2002年のアジア競技大会で金メダル獲得。この年からはビーチバレージャパン3連覇を果たす。この頃よりビーチウィンズと契約。
2004年、アテネオリンピック予選に出場するが、9位に終わり本大会切符を逃す。
2005年は朝日健太郎、2006年は西村晃一とペアを組んだ。
2007年引退。
2008年、湘南ベルマーレビーチバレーチームのコーチに就任。